# صبغة فلورو جايد
صبغة فلورو جايد هي صبغة فلوروفور مشتقة من الفلورسين، وتستخدم بشكل شائع في تخصصات علم الأعصاب لتسمية الخلايا العصبية المتدهورة في الأنسجة خارج الجسم الحي للجهاز العصبي المركزي. تم الإبلاغ عن أول مشتق فلورو اليشم من قبل لاري شميد في عام 1997 كطريقة بديلة من الطرق التقليدية لوضع العلامات على الخلايا العصبية المتدهورة مثل تلطيخ نترات الفضة، صبغة الهيماتوكسيلين واليوزين أو صبغة نيسل. إجراءات التلوين والتفسير البصري، وهي عيوب شائعة للبقع التنكسية التقليدية. ومع ذلك، فإن الآلية التي من خلالها تسميات الفلورو اليشم الخلايا العصبية المتدهورة غير معروفة وبالتالي خلق بعض الجدل حول الحالة الفسيولوجية الفعلية للخلايا المصنفة.

## خصائص كيميائية
وفي الوقت الحالي، هناك ثلاثة أصباغ فلوريو جايد (فلوريو جايد، فلوريو جايد بي، وفلوريو جايد سي)، وكل هذه الأصباغ عبارة عن مشتقات أنوية من الفلوريسكيين وعالية الحموضة. وعلى وجه التحديد، فإن الفلوروفلوروسيسين عبارة عن خليط من 5-كربوكسيفلوروسيسين و6-كربوكسيفلوروسيسين أملاح الديسوديوم، في حين أن فلوريو جايد بي عبارة عن خليط من (1) ثلاثي الصوديوم بنزين، 1، 2، 4، حمض ثلاثي الكربوكسيل، (2) ثنائي الصوديوم بنزين -5-(4، 2-ثنائي هيدروكسي بنزويك) حمض تريفثاليك، و(3) ثنائي الصوديوم 5، 2-ثنائي حمض تريفثاليك.  

## تقنيات تلوين عامة
تتوافق جميع الأنسجة المعالجة تقريبًا مع صبغة اليشم الفلورية بما في ذلك الأنسجة المأخوذة من القوارض (الفئران والجرذان) الرئيسيات غير البشرية والبشر. تتم إعادة ترطيب الأنسجة المُثبتة تدريجيًا بتركيزات متناقصة من الكحول. يمكن استخدام برمنغنات البوتاسيوم لتقليل تلطيخ الخلفية وحماية الأنسجة من التلاشي التبييض الضوئي.  فلورو اليشم قابل للذوبان بدرجة كبيرة في الماء وبالتالي يتم إذابته أولاً في الماء المقطر. من أجل أن يكون محددًا للعصبونات المتحللة، يجب استخدام اليشم الفلوري في بيئة حمضية، لذلك يتم تخفيف الفلور اليشم في حمض الأسيتيك الجليدي، إضافي يجب استخدام الغسول بالماء لشطف الأنسجة قبل التجفيف والغطاء.
وتتسم إجراءات التلوين بالفلور - جايد بالمرونة  ويمكن تكييفها لتتوافق مع تقنيات التلوين الأخرى مثل الكيمياء المناعية. ويمكن إدخال عدة تعديلات على الإجراءات العامة مثل خفض حضانات برمنغنات البوتاسيوم لتجنب تعطيل وضع العلامات المناعية. يمكن تقليل الخلفية بطرق بديلة مثل خفض درجة حرارة البقع أو خفض تركيز فلورو-جايد، والتي قد تكون أكثر توافقا مع تقنيات الوسم الأخرى. غير أنه ينبغي تحديد هذه التغييرات تجريبيا لتحقيق أفضل الظروف التجريبية المحددة.
وبالإضافة إلى تلطيخ الأنسجة من المواضيع المعالجة، ينبغي إدراج ضوابط إيجابية وسلبية لضمان خصوصية الطريقة وصلاحيتها. عادة ما يتم تضمين الأنسجة من مواضيع التحكم غير المعالجة لإظهار خصوصية للخلايا العصبية المتدهورة حيث لا ينبغي أن تصبغ الأنسجة غير المتدهورة. وبالإضافة إلى ذلك، تضمنت الرقابة الإيجابية لضمان صحة إجراءات التسكين؛ لإظهار أن الخلايا العصبية المتدهورة ستكون ملطخة بالفلور-جايد. وتشمل السيطرة الإيجابية المقبولة الأنسجة العصبية من المواضيع التي تم بالفعل التحقق من صحة الفلوروجيد، مثل الحيوانات المعالجة بحمض الكينيك.

## تحليل
يمكن تصوير الأنسجة الملساء بالفلور-جايد تحت المجهر الأذيني باستخدام نظام ترشيح مصمم للفلوريسين أو أيزوثيوسينات فلوريسئين (الإثارة: 495 نانومتر؛ الانبعاث: 521 نانومتر). يمكن اكتشاف السمات المورفولوجية المتعددة باستخدام البقعة الفلورية الجادة بما في ذلك أجسام الخلايا، والدندريات، والأكسونات، ومحطات أكسون الطرفية. ورغم أن كل مشتقات الفلوروجيد قادرة على اكتشاف هذه السمات المورفولوجية المحددة، فإن المشتقات الأحدث (فلوروجايد بي وفلوروجايد سي) تتمتع بقدر أعظم من التحديد والاستبانة، وهي بالتالي متفوقة في اكتشاف السمات المورفولوجية الأدق. يحدد الفلوروجايد عادة كميا في كل 6-12 جزء 40 نانومتر داخل منطقة الاهتمام ويعبر عنها كخلايا/قسم. وبدلا من ذلك، يمكن استخدام الإجراءات الفراغية لتقدير مجموع الفلوروجايد الموجبة.

## تحقق من تقنية
وبما أن آلية تسمية الفلوروجايد غير معروفة، فقد استخدم التحليل المترافق مع بقع التحلل العصبي التقليدية للتحقق من صحة هذه التقنية. في بادئ الأمر، تمت مقارنة لبس الفلور-جايد مع منهجيات لبس الكعبرة ودي أولموس في مجموعة متنوعة من النماذج العصبية السمية للتلوين العصبي مثل حقن حمض الكينيك،1- ميثيل-4-فينيل 6، 3، 2، 1-رباعي هيدرو البيريدين أو المعادن متعددة التكافؤ. وكل من هذه السمية العصبية تنتج انحلالًا عصبيًا محددًا في منطقة الدماغ وبالتالي يمكن استخدامها لتحديد خصوصية الفلوروجايد. والواقع أن هذه الدراسات أثبتت أن الفلوروجايد يستنسخ باستمرار أنماطاً محددة من التلوين من الانحلال العصبي كانت مطابقة لأنماط التلوين الكلوي التي تنتهجها منظمة الصحة العالمية ومنظمة دي أولموس بعد نفس السمية العصبية. هذه النتائج تشير إلى أن الفلوروجايد هو علامة موثوق بها من التشنج العصبي.
تقترح لاري شميلت أن «جزيء الموت» الأساسي يتم التعبير عنه من قبل الخلايا التالفة وأن الفلور-جايد شديد التأين والحموضة قد تكون محددة لهذا الهدف. ومن الأعمال التي قام بها أور وآخرون المزيد من الدعم لصحة البقعة الفلورية الجادة وهذه الفرضية. الذين أثبتوا أن صبغة أنيونية أخرى، حمض الفوكسين، حمض الفوشسين، يمكن أن ترتبط بنجاح بالخلايا العصبية التالفة بعد إهانة ارتفاع السكر في الدم على الأرجح بنفس الآلية الكهروستاتيكية مثل الفلوروجيد. تميزت هذه الخلايا العصبية بمورفولوجيا موت الخلايا بما في ذلك الكروماتين المكثف، وغشاء البلازما المعطلة، والغشاء النووي المعطل.
وعلى الرغم من أن البصمة الفضية للفلور-جايد ودي أولموس لها نفس نمط البقع في نماذج السمية العصبية، هناك اختلافات متأصلة بين المنهجيتين التي قد يكون لها آثار فسيولوجية. على سبيل المثال، تحليل المسار الزمني للانحلال العصبي بين التقنيتين يظهر أن بصمة الفضة تظهر في وقت سابق بعد إهانة سمية عصبية والتي قد تشير إلى أن الفلوروجيد محددة لمرحلة لاحقة أكثر التزاما من عملية التحلل.

## تطبيقات
- إصابات في الدماغ.[7][8]
- إصابة الحبل الشوكي.[9]
- مرض الزهايمر.[10]
- شيخوخة.[10]
- سكتة دماغية.[11][12]
- الصرع.[6]
- إدمان الكحول.[13]
- تعاطي المخدرات.[14]

## آخر
الفلورو-جايد قد تكون مفيدة أيضا لتطبيقات أخرى غير تسمية الخلايا العصبية الانحلالية للدماغ. أظهرت العديد من التقارير أن الفلوروجايد مفيد أيضًا في الكشف عن الخلايا الدبقية، وخاصة النجمية التفاعلية والخلايا الدبقية الصغيرة، وبالتالي يمكن استخدام الفلوروجايد لتقييم الاستجابات الدبقية المرتبطة بالسمية العصبية. بالإضافة إلى ذلك، تُظهر دراسات أخرى أن الفلورو-جادي يمكنه أيضًا تسمية الخلايا العصبية خارج الجهاز العصبي المركزي مثل الخلايا العصبية في العقد الظهرية الجذرية. أخيرًا، قد يجد لفلورو-جايد استخدامه في الأنظمة غير العصبية حيث أبلغ الباحثون عن استخدامه لتقييم موت الخلايا في الخلايا الظهارية الأنبوبية الكلوية، في المختبر وفي الجسم الحي.